# Championnats de Saint-Marin de cyclisme sur route
Les championnats de Saint-Marin de cyclisme sur route sont organisés périodiquement depuis 2013.

## Podiums des championnats masculins

### Course en ligne
| Année | Vainqueur          | Deuxième         | Troisième          |
| ----- | ------------------ | ---------------- | ------------------ |
| 2013  | Luca Forcellini    | Marco Pazzini    | Federico Gasperoni |
| 2015  | Federico Gasperoni | Marco Pazzini    | Luca Forcellini    |
| 2018  | Marco Pazzini      | Samuel Ballerini | Luca Zafferani     |
| 2019  | Marco Pazzini      |                  |                    |